# Teología moral
La teología moral es una rama de la teología que trata del bien y el mal en el comportamiento humano. La mayoría de las religiones tienen un componente moral (se habla pues de la moral religiosa en contraposición con la moral secular). En las religiones, desde el punto de vista teológico y en la medida en que la ética se deriva de verdad revelada de las fuentes divinas, la ética se estudia como una rama de la teología. Muchos, especialmente en los círculos cristianos, hicieron famosa —a pesar de que no es un principio formulado originariamente por ellos— la Regla de oro, que enseña a la gente a "tratar a los demás como usted quiera ser tratado". Es un denominador común en muchos de los principales códigos morales y las religiones.
La ética cristiana radica en la práctica del bien y de las buenas obras, tal como lo manda Jesucristo en el Evangelio.[cita requerida] Por otra parte, el bien o el buen obrar está presente de modo intrínseco en la persona misma, que según la enseñanza cristiana fue hecho a imagen y semejanza de Dios.
Cabe resaltar que en la cultura luterana de los países nórdicos se cree que el hombre no es bueno en sí mismo y que necesita a Dios para librarse de su mal obrar.[cita requerida]

## La ética en la Biblia

### La ética en el Antiguo Testamento
Los libros del Antiguo Testamento reflejan una rica variedad de creencias y condiciones, desde su principio como pastores de tribus nómadas hasta la vida en ciudad, desde un clan henoteísta a la ética del monoteísmo y sus profetas.
La Biblia, entendida como un todo, no permite ver sus enseñanzas sobre ética bíblica como una sola unidad. Aun así, con un estudio minucioso, se puede descubrir un variado número de temas éticos.[cita requerida]
Enunciados prescriptivos, por ejemplo, son encontrados en todas partes, al igual que temas como la santificación, las relaciones de alianza con Dios o la propia comunidad religiosa.

## Dios como ejemplo y suprema bondad
Desde una perspectiva teísta, Dios es la máxima bondad, por tanto, es la plenitud del bien, del ser y del poder. Por esto todo lo que Dios hace es bueno y como Jesucristo es Dios, podemos decir que todo lo que Jesucristo hace es bueno. Entonces, una acción es mejor (más bondad) cuanto más se asemeja a lo que Jesucristo haría, y es peor (menos bondad) entre más se aleja a lo que Jesucristo haría. Por todo esto, se propone que debemos seguir a Jesucristo siguiendo su ejemplo: "Actúa como Jesucristo actuaria" (Filipenses 2:5). Podemos recordar también que la autentica felicidad consiste en hacer el bien, entonces Dios es la felicidad, y el camino para llegar a ella es seguir el ejemplo de Jesucristo actuando como él mismo actuaría. Esta es una reflexión sobre la teología moral, viendo a Dios como la máxima bondad.